# Bergdala glasbruk
Bergdala glasbruk (dansk: Bergdala glasværk) er et glasværk i den lille by Hästebäck i Lessebo kommune, Kronobergs län i Småland i Sverige.
Bergdala glasværk, der er grundlagt i 1889, ligger i det område af Småland, der kaldes Glasriget.
Bergdala glasværk er først og fremmest kendt for klassikeren Blå Kant (på svensk Filbunke), som er blevet fremstillet lige siden glasværket blev grundlagt. Blandt de mange produkter, som indgår i den karakteristisk designserie med den blå kant, herunder bl.a. kander, skåle, karafler, vinglas og andre drikkeglas fremhæves ofte tykmælksskålen, hvor den blå kant hævdes at have den praktiske betydning at den skræmmer nærgående fluer væk fra skålen, mens mælken står og udvikles til tykmælk.
- Smeltet glasspiral påsættes foden af vinglas i Bergdala
- Glasspiralen er nu kølet af og farven er Bergdalas karakteristiske blå farve